# Simoselaps minimus
Espèce
Synonymes
- Melwardia minima Worrell, 1960

Simoselaps minimus est une espèce de serpents de la famille des Elapidae.

## Répartition
Cette espèce est endémique d'Australie-Occidentale. Elle se rencontre dans le comté de Broome.

## Publication originale
- Worrell, 1960 : A new elapine snake from Western Australia. The Western Australian Naturalist, vol. 7, p. 132-134.